# Palmarès del Manchester United Football Club
Il Manchester United Football Club (NYSE: MANU), noto semplicemente come Manchester United, è una società calcistica inglese con sede nella città di Manchester.
A livello nazionale il club si è aggiudicato venti campionati (record in condivisione con il Liverpool), 13 FA Cup, 6 Coppe di Lega e 21 (di cui 4 condivise) Supercoppe d'Inghilterra (record assoluto).
A livello internazionale ha vinto 3 Coppe dei Campioni/Champions League, una Europa League, una Coppa delle Coppe, una Supercoppa europea, una Coppa Intercontinentale e una Coppa del mondo per club FIFA (unico club inglese ad avere vinto sia l'Intercontinentale che il mondiale per club, la vittoria di quest'ultimo è condivisa con il Liverpool). Insieme alla Juventus, all'Ajax, al Bayern Monaco e al Chelsea, è una delle cinque squadre che hanno conquistato almeno una volta tutte e tre le principali competizioni europee per club e, insieme alle squadre summenzionate, almeno una volta tutte le competizioni UEFA a cui ha partecipato. È, inoltre, tra le otto squadre d'Europa che sono riuscite a centrare il treble, ossia la vittoria del campionato, della coppa nazionale e della UEFA Champions League nella stessa stagione, nel 1998-1999.

## Competizioni nazionali
- Campionato inglese: 20  (record condiviso con il Liverpool)

1907-1908, 1910-1911, 1951-1952, 1955-1956, 1956-1957, 1964-1965, 1966-1967, 1992-1993, 1993-1994, 1995-1996, 1996-1997, 1998-1999, 1999-2000, 2000-2001, 2002-2003, 2006-2007, 2007-2008, 2008-2009, 2010-2011, 2012-2013
- Coppa d'Inghilterra: 13

1908-1909, 1947-1948, 1962-1963, 1976-1977, 1982-1983, 1984-1985, 1989-1990, 1993-1994, 1995-1996, 1998-1999, 2003-2004, 2015-2016, 2023-2024
- Coppa di Lega inglese: 6

1991-1992, 2005-2006, 2008-2009, 2009-2010, 2016-2017, 2022-2023
- Charity/Community Shield: 21  (record)

1908, 1911, 1952, 1956, 1957, 1965, 1967, 1977, 1983, 1990, 1993, 1994, 1996, 1997, 2003, 2007, 2008, 2010, 2011, 2013, 2016
- Campionato inglese di seconda divisione: 2

1935-1936, 1974-1975

## Competizioni internazionali
8 trofei
- Coppa del mondo per club: 1  (record inglese condiviso con il Liverpool)

2008
- Coppa Intercontinentale: 1  (record inglese)

1999
- Coppa dei Campioni/UEFA Champions League: 3

1967-1968, 1998-1999, 2007-2008
- Coppa delle Coppe: 1

1990-1991
- UEFA Europa League: 1

2016-2017
- Supercoppa UEFA: 1

1991

## Competizioni giovanili
- FA Youth Cup: 11

1952-1953, 1953-1954, 1954-1955, 1955-1956, 1956-1957, 1963-1964, 1991-1992, 1994-1995, 2002-2003, 2010-2011, 2021-2022
- Blue Stars/FIFA Youth Cup: 18

1954, 1957, 1959, 1960, 1961, 1962, 1965, 1966, 1968, 1969, 1975, 1976, 1978, 1979, 1981, 1982, 2004, 2005
- Milk Cup: 3

1991, 2013, 2014
- Torneo Internazionale Under-19 Bellinzona: 1

1995
- Champions Youth Cup: 1

2007

## Altri piazzamenti
- Campionato inglese:

Secondo posto: 1946-1947, 1947-1948, 1948-1949, 1950-1951, 1958-1959, 1963-1964, 1967-1968, 1979-1980, 1987-1988, 1991-1992; 1994-1995, 1997-1998, 2005-2006; 2009-2010, 2011-2012, 2017-2018, 2020-2021
Terzo posto: 1975-1976, 1981-1982, 1982-1983; 2001-2002, 2003-2004, 2004-2005, 2019-2020, 2022-2023
- Coppa d'Inghilterra:

Finalista: 1956-1957, 1957-1958, 1975-1976, 1978-1979, 1994-1995, 2004-2005, 2006-2007, 2017-2018, 2022-2023
Semifinalista: 1925-1926, 1948-1949, 1961-1962, 1963-1964, 1964-1965, 1965-1966, 1969-1970, 2008-2009, 2010-2011, 2019-2020
- Coppa di Lega inglese:

Finalista: 1982-1983, 1990-1991, 1993-1994, 2002-2003
Semifinalista: 1969-1970, 1970-1971, 1974-1975, 2004-2005, 2013-2014, 2019-2020, 2020-2021
- Community Shield:

Finalista: 1948, 1963, 1985, 1998, 1999, 2000, 2001; 2004, 2009, 2024
- Second Division:

Secondo posto: 1896-1897, 1905-1906, 1924-1925, 1937-1938
Terzo posto: 1894-1895, 1903-1904, 1904-1905
- UEFA Champions League:

Finalista: 2008-2009, 2010-2011
Semifinalista: 1956-1957, 1957-1958, 1965-1966, 1968-1969, 1996-1997, 2001-2002, 2006-2007
- UEFA Europa League:

Finalista: 2020-2021, 2024-2025
Semifinalista: 2019-2020
- Supercoppa UEFA:

Finalista: 1999, 2008, 2017
- Coppa Intercontinentale:

Finalista: 1968
- Coppa delle Coppe:

Semifinalista: 1983-1984
- Mercantile Credit Centenary Trophy:

Finalista: 1988
- Torneo del centenario della Football League:

Semifinalista: 1988